# 田井村 (茨城県)
田井村（たいむら）は、かつて茨城県筑波郡に存在した村である。現在の茨城県つくば市の北東部に位置する。

## 歴史

### 村名の由来
万葉集の高橋虫麻呂の歌「筑波嶺の裾廻の田井に秋田刈る妹がり遣らむ黄葉手折らな」による。

### 沿革
- 1889年（明治22年）4月1日 - 町村制の施行に伴い、神郡村、杉木村、大貫村、小沢村、漆所村、臼井村が合併して発足。
- 1955年（昭和30年）2月1日 - 筑波町、北条町、田水山村、小田村と合併し、改めて筑波町が発足。同日田井村廃止。
- 1988年（昭和63年）1月31日 - 筑波町がつくば市に編入。

## 地域

### 大字
- 臼井（うすい）
- 漆所（うるしじょ）
- 大貫（おおぬき）
- 小沢（おざわ）
- 神郡（かんごおり）
- 杉木（すぎのき）